# Hierochthonia
Hierochthonia là một chi bướm đêm thuộc họ Geometridae.